# Radna skupina (televizijska serija)
Radna skupina (eng. Task) je nadolazeća američka kriminalistička dramska televizijska miniserija koju je za HBO kreirao i napisao Brad Ingelsby. U glavnim ulogama su Mark Ruffalo, Tom Pelphrey, Emilia Jones, Thuso Mbedu, Raúl Castillo, Jamie McShane, Sam Keeley, Fabien Frankel i Amanda Mahlaba. Premijera je zakazana za 7. rujna 2025., a u Hrvatskoj počinje u 3 sata ujutro s 7. na 8. rujna.

## Radnja
Agent FBI-a iz Philadelphije (Ruffalo) dobiva zadatak voditi radnu skupinu kako bi okončao niz nasilnih pljački koje provodi naizgled miran obiteljski čovjek (Pelphrey).

## Glumačka postava

### Glavni likovi
- Mark Ruffalo kao Tom
- Tom Pelphrey kao Robbie
- Emilia Jones kao Maeve
- Thuso Mbedu kao Aleah
- Raúl Castillo kao Cliff
- Jamie McShane kao Perry
- Sam Keeley kao Jayson
- Fabien Frankel kao Anthony
- Alison Oliver kao Lizzie

### Sporedni likovi
- Silvia Dionicio kao Emily
- Owen Teague kao Peaches
- Dominic Colón kao Deric
- Margarita Levieva kao Eryn
- Raphael Sbarge kao načelnik Dorsey
- Mickey Sumner kao Shelley Driscoll
- Brian Goodman kao Vincent Hawkes
- Elvis Nolasco kao Freddy Frias
- Colin Bates kao Shane McReynolds
- Isaach De Bankolé kao Daniel Georges
- Phoebe Fox kao Sara
- Coral Peña kao Meg Coyle
- Martha Plimpton kao Kathleen McGinty
- Mireille Enos kao Susan Brandis

## Pregled serije
Premijera je zakazana za 7. rujna 2025., a u Hrvatskoj počinje u 3 sata ujutro s 7. na 8. rujna.
| Br. u seriji | Naslov | Redatelj | Scenarist                                                  | Prvo prikazivanje   | Prikazivanje u Hrvatskoj |
| ------------ | ------ | -------- | ---------------------------------------------------------- | ------------------- | ------------------------ |
| 1.           | "N/E"  | –        | Brad Ingelsby                                              | 7. rujna 2025.      | 8. rujna 2025.           |
| 2.           | "N/E"  | –        | Brad Ingelsby                                              | 14. rujna 2025.     | 15. rujna 2025.          |
| 3.           | "N/E"  | –        | Brad Ingelsby                                              | 21. rujna 2025.     | 22. rujna 2025.          |
| 4.           | "N/E"  | –        | Scenarij: Brad Ingelsby Priča: Brad Ingelsby i David Obzud | 28. rujna 2025.     | 29. rujna 2025.          |
| 5.           | "N/E"  | –        | Scenarij: Brad Ingelsby Priča: Brad Ingelsby i David Obzud | 5. listopada 2025.  | 6. listopada 2025.       |
| 6.           | "N/E"  | –        | Scenarij: Brad Ingelsby Priča: Brad Ingelsby i David Obzud | 12. listopada 2025. | 13. listopada 2025.      |
| 7.           | "N/E"  | –        | Brad Ingelsby                                              | 19. listopada 2025. | 20. listopada 2025.      |

## Produkcija
U lipnju 2023. objavljeno je da je HBO odobrio snimanje serije, pri čemu će Brad Ingelsby biti autor i scenarist, a Jeremiah Zagar režirati više epizoda. U prosincu iste godine objavljeno je da će Salli Richardson-Whitfield također režirati više epizoda i djelovati kao izvršna producentica. U studenome 2024. otkriven je naslov serije, Task.

### Snimanje
Snimanje je započelo u ožujku 2024. u okrugu Delaware u Pennsylvaniji te u Philadelphiji.

## Vanjske poveznice
- Radna skupina u internetskoj bazi filmova IMDb-a